# MG F
MG F (od 2002.: MG TF ) je roadster sa središnje pozicioniranim motorom koji je MG Rover Group počeo proizvoditi u jesen 1995. godine. Bio je to prvi novi automobil dizajniran kao MG nakon modela MGB (1962-1980).
Roadster se proizvodio do sredine 2005. godine, kada je MG Rover objavio stečaj. Od proljeća 2007. do kraja 2011. godine proizvodnja se nastavila pod novim vlasnikom Nanjing Automobile Group iz Kine .
MG F, predstavljen u jesen 1995. godine, bio je treći novi model u periodu od 12 mjeseci nakon što je BMW preuzeo MG Rover Group. BMW je u početku zabranio proizvodnju radi bojazni od konkurencije prema BMW Z3, njihovom roadsteru slične konstrukcije. 
Automobil je obskrbljen 1,8-litrenim četverocilindričnim motorom iz serije Rover K sa 16 ventila i dvostrukim bregastim vratilom. Sam motor u potpunosti je izrađen od aluminija po sendvič principu. Time stvara nisko težište vozila i obzirom na kompaktnu građu vrlo je robustan.
- Pogled straga
- Pogled sa strane
- Pogled sprijeda

 Zanimljiv detalj na modelu F je i Hydragas ovjes, sustav u kojem su međusobno povezani amortizeri s tekućinom i opruge punjenje dušikom. Iste osiguravaju zadivljujući komfor u vožnji. 
MG F se plasirao na vrh najpopularnijih britanskih sportskih automobila sve do predstavljanja novog modela TF u proljeće 2002. godine. 